# Limnophila jucunda
Limnophila jucunda är en tvåvingeart som beskrevs av Alexander 1928. Limnophila jucunda ingår i släktet Limnophila och familjen småharkrankar. Inga underarter finns listade i Catalogue of Life.